# 國道三號崩塌事故
25°07′09″N 121°41′42″E / 25.1192°N 121.6949°E
國道三號崩塌事故（官方名稱國道三號3.1公里崩塌事件）又稱425山崩事件、走山意外、4·25基隆山体滑坡，是中華民國國道三號（又稱福爾摩沙高速公路）基隆七堵段（瑪東系統交流道附近）在2010年4月25日台灣時間約14時29分，於3.25公里處邊坡的「師公格山」所發生之山崩事件。走山地點位於台灣基隆市七堵區瑪陵坑山區，此次災害造成雙向車道遭埋面積達200×60平方公尺，大埔跨越橋也隨著山崩斷成兩截而掉落至高速公路主線。南北雙向六個車道全遭土石覆蓋，交通部臺灣區國道高速公路局及內政部警政署國道公路警察局因此緊急封閉國道三號汐止系統交流道至基金交流道雙向路段。據統計，坍塌下來的石堆約有10萬立方公尺。這也是中華民國國道通車36年來，繼1974年9月28日范迪颱風造成於中山高速公路基隆交流道施工區域附近之暖暖區尚仁街36人死亡的山崩事件以來，最嚴重的崩塌意外。

## 事件概要

### 事件主要發展時程
本章節記錄事件的主要發展過程。

#### 2010年4月
- 25日
  - 約14時29分，國道三號基隆七堵段3K+250M處（於南下3.1公里、北上2.8公里處）發生走山，也就是瑪東系統交流道南側約700公尺附近。
  - 中華民國交通部在事件發生不久後前往崩塌地點查看和救援。有目擊者指出，至少有三至四部自小客車當場被山崩掩埋，崩塌處已經在進行24小時搶救工作。
  - 山崩後9小時，有6輛車的家屬報案失聯。藝人陳美鳳表示，當時僅差幾秒就開進崩塌現場。
  - 時任中華民國總統馬英九於晚間20:30分前往現場聽取簡報。
  - 時任中華民國交通部部長毛治國表示至少需要兩周才能搶通道路，高公局則預估要14至20天才能搶通。
- 26日
  - 截至14時止，清除坍方土石一萬四千餘立方公尺；掉落於南下側跨越橋橋梁清除完畢。[1]
  - 懷疑有三部車可能被埋，其中有計程車、兩部普通自小客車。
- 27日
  - 11:50分左右，事故現場尋獲扭曲變形的「4988-VF」黑色賓士轎車之車牌。[5]
  - 截至15時止，清除坍方土石四萬餘立方公尺。[5]
  - 懷疑可能有4部車5個人被埋。[6]
  - 21時左右，災變現場尋獲車號4988-VF賓士車後車燈殼；22時左右尋獲台灣大車隊688-DG計程車部分車殼殘骸。[7]
- 28日
  - 凌晨1:30分至7:25分期間，於災變現場陸續尋獲三車體、四具罹難者遺體。[8][9]
  - 時任中華民國行政院院長吳敦義宣佈，每名罹難者發放新臺幣100萬慰問金。
  - 截至15時止，清除坍方土石六萬一千餘立方公尺。[10]
- 29日
  - 14:07分北上施工便道搶通，道路損傷狀況有待評估。[11][12][13]
  - 截至15時止，清除坍方土石九萬餘立方公尺。[11]

#### 2010年5月
- 5日
  - 累計至14時止，清除坍方土石約二十一萬八千九百餘立方公尺。[14]
  - 國道高速公路局表示，土石清除進度超前，可望預計於5月4日提早完成並表示在正常天候狀況下希望能20天後左右搶通目標，之後再陸續完成該路段的修復工程。階段性通車需在專業認定下符合安全標準才會開放通車，但對於該路段的通車時間並無時間表。[14][15]

#### 2010年6月
- 1日
  - 走山路段自即日13時起雙向各恢復通行2個車道，但暫時只准小型車及大客車通行，限速60公里，禁行大貨車及聯結車。同時配合後續復舊工程，七堵收費站暫停收費[16]，瑪東系統交流道亦暫不開放通車[17]。
- 19日
  - 走山路段之主線車道部分均已搶修完成，自當天12時起主線開放雙向3車道通行，並取消禁行大貨車限制，恢復該路段原速限規定。此外七堵、汐止收費站自同日12時起恢復收費。[18]

#### 2010年11月
- 2日
  - 走山路段附近連接國道3號至台62線方向之瑪東系統交流道北上出口匝道修復完成，於當日12時起恢復正常通行。[19]

#### 2010年12月
- 22日
  - 走山路段附近連接台62線至國道3號方向之瑪東系統交流道南下入口匝道修復完成，於當日15時起恢復正常通行，[20]而此次邊坡崩塌事件對於國道3號瑪東系統交流道附近路段道路及設施所造成之損壞均已全部修復完成，並可恢復原正常及安全通行標準。

### 救災及動員
動員單位
- 中央政府單位
  - 交通部臺灣區國道新建工程局、交通部臺灣區國道高速公路局、內政部警政署國道公路警察局。
- 中華民國國軍及國營事業單位
  - 中華民國海軍基隆後勤支援指揮部、聯勤總部第三地區支援指揮部、陸軍關渡地區指揮部、陸軍工兵第五三群、陸軍第六軍團指揮部、基隆憲兵隊、臺北縣後備指揮部、基隆市後備指揮部、國防部參謀本部資通電軍指揮部、國軍桃園總醫院及台灣中油。
- 地方政府單位
  - 基隆市消防局七堵分隊、基隆市工務處；臺北市政府消防局緊急醫療救護技術員（EMT）；高雄市政府消防局緊急救護人員（EMT）。
- 民間承包商

機具及人力動員

### 罹難者
- 共發現4位罹難者遺體。（2010年4月28日截止）

| 姓名   | 性別 | 年齡 | 車號    | 備註                 |
| ------ | ---- | ---- | ------- | -------------------- |
| 李姉霙 | 女   | 32   | 4988-VF | 黑色賓士轎車乘客     |
| 郭文漢 | 男   | 30   | 4988-VF | 黑色賓士轎車駕駛     |
| 林惠馨 | 女   | 55   | 688-DG  | 台灣大車隊計程車駕駛 |
| 葉茂竹 | 男   | 55   | Q5-1452 | 藍色TOYOTA轎車駕駛   |

## 事件因應

### 政府部門及公共交通
- 國道高速公路局宣布，國道三號的汐止系統至基金路段南北雙向封閉。為疏緩交通壅塞，國道一號汐止收費站自2010年4月26日零點起暫停收費[21]，並呼籲用路人改走替代道路[22]。

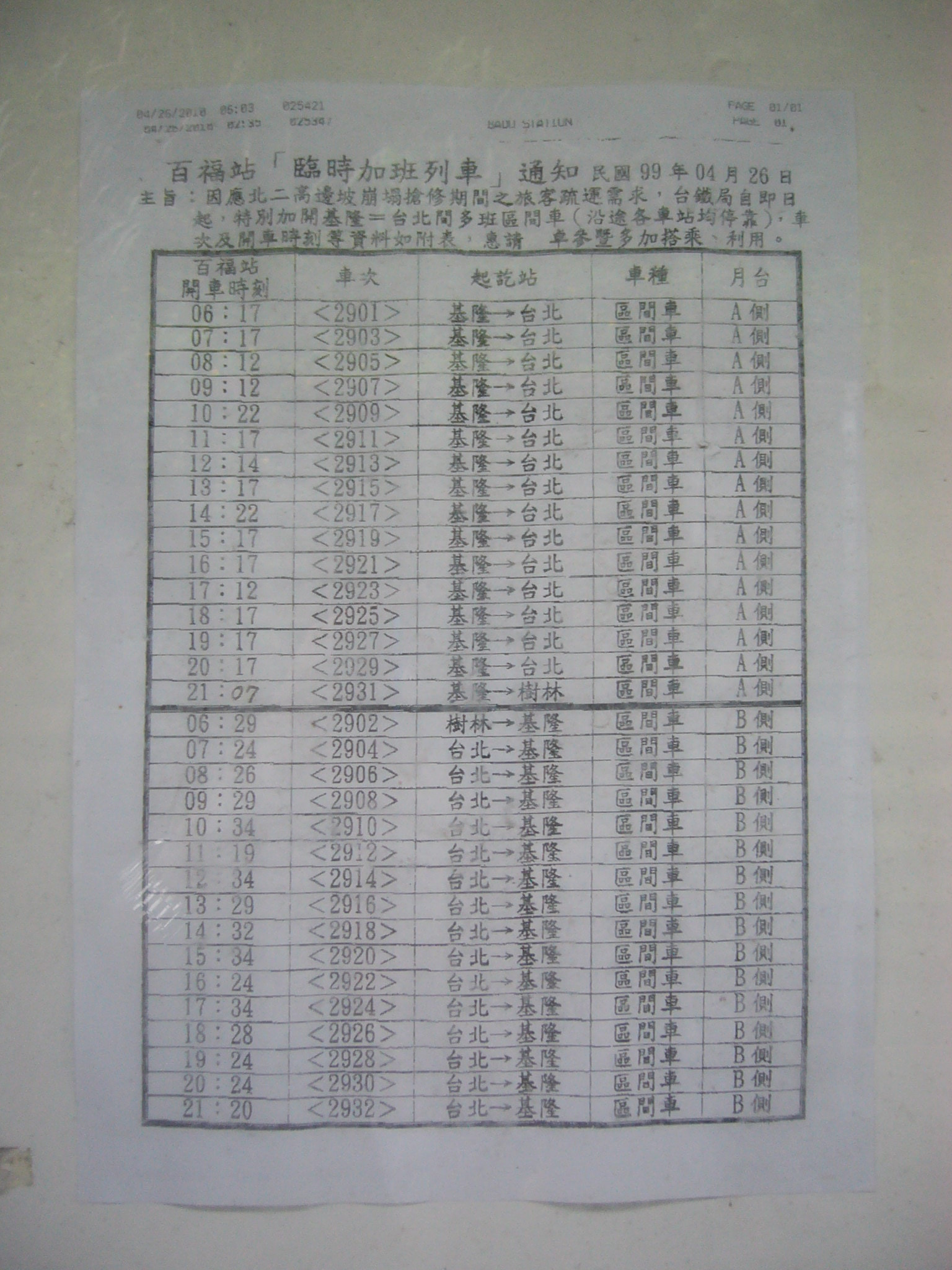
山崩事件後搶修期間，台灣鐵路管理局加開基隆－台北間多班區間車。

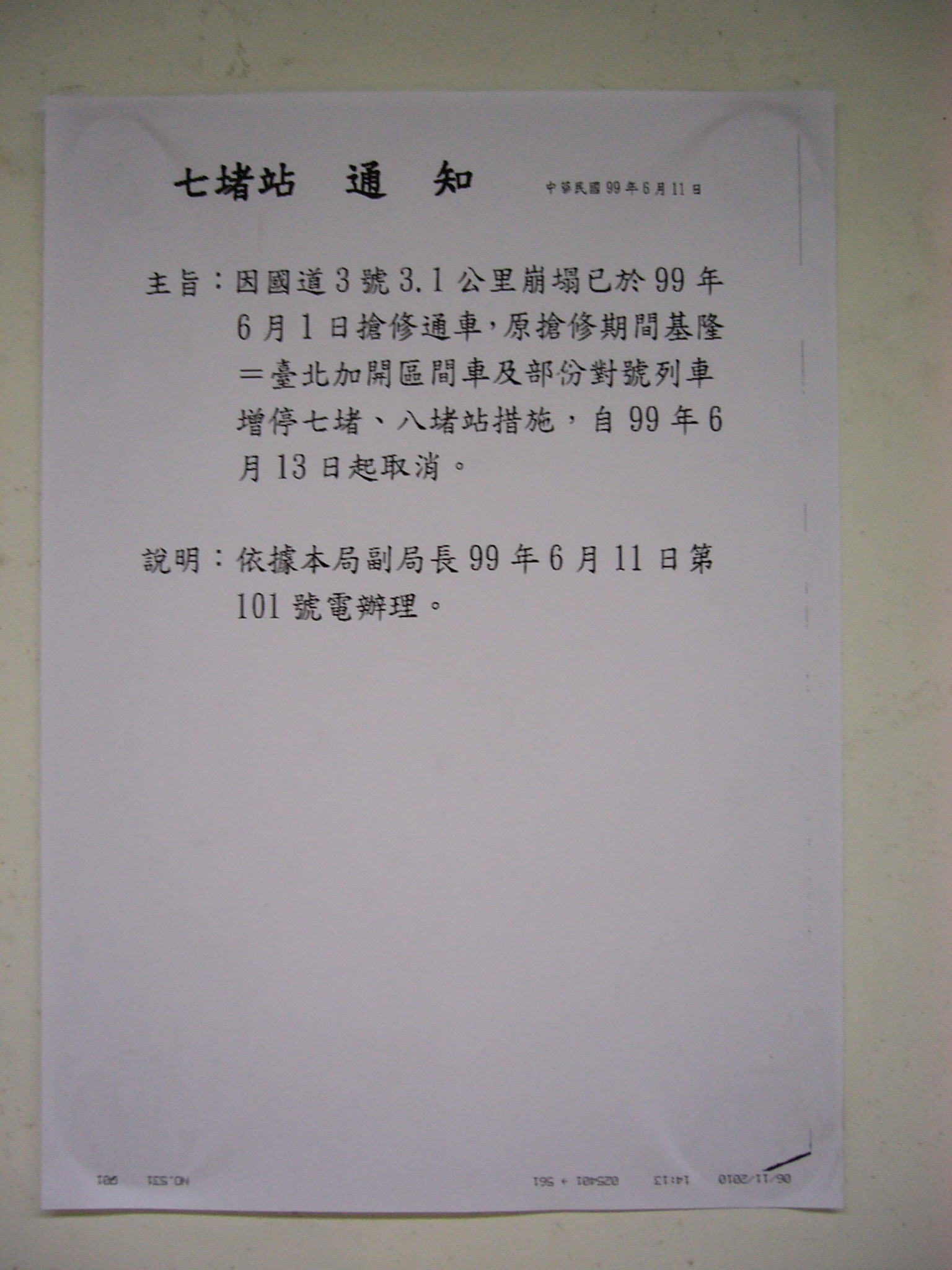
台灣鐵路管理局2010年6月11日公告：2010年6月13日起，取消福爾摩沙高速公路搶修期間在基隆站及台北站間加開之區間車及部分對號列車增停七堵站、八堵站。

- 臺灣鐵路管理局宣布，自2010年4月26日起，基隆－台北區間車於早上6點至晚上10點間，每小時加開一班共計雙向32班[23]；並於27日開始，在國道三號災變路段搶修期間，增加每日6-8時以及17-20時於通勤尖峰時段分別在七堵、八堵停靠共15列次的對號列車，以輸運此區間的旅客。[24]2010年6月11日，台灣鐵路管理局公告取消上列措施。
- 國道高速公路局決定在2010年4月27日起，每日07:00~19:00在中山高南下13.1~16.1公里，開放路肩供小客車行駛，直到救災告一段落後再取消[25]。
- 交通部公路總局協調各客運業者增加班次，以紓解因該事件受影響的基隆至臺北之間的旅運需求。[26]
- 因應該次事件的發生，國道新建工程局全面清查國道1、3號沿線的順向坡。[27]
- 为纾解基隆市区交通，基隆市公車各營運路線自4月28日起全面免费[28]，至搶通後隔日（6月2日）始恢復收費[29]。
- 為確保國道三號邊坡安全性，國道高速公路局表示，將在三個月內初步在國道三號32處順向坡加裝簡易型工程用側傾儀及鑽探簡易型地下水觀測井；未來將照專家評估及建議，規劃做全省國道邊坡整治計畫。[30]

### 民間團體與媒體
- 事件當日有多家新聞台正轉播兩岸經濟協議ECFA電視辯論（14:00~16:30），由於各電視台當時均將焦點集中於辯論，因此多數新聞台在發生後第一時間僅以跑馬燈說明。辯論結束之後，才開始播送災變現場報導。
- 在事件發生後，多家新聞台一連三日不收播，徹夜轉播救災實況。

## 影響

### 鐵公路交通
- 基隆或其他地區的部分通勤族因為坍塌路段封閉而改走替代道路，估計台北至基隆的路程可能要多花一個半小時。
- 由於坍塌路段封閉，導致部分車潮被迫改走中山高速公路或省道，造成不少地區大塞車。
- 中山高速公路基隆至台北區間南北雙向路段於尖峰時段出現車多壅塞現象。
- 國光客運1815金山→北二高→台北線，改道基隆交流道。

### 政治影響
- 災變期間有民間業者主動提供冰櫃，經中國國民黨立法委員謝國樑轉達給中華民國交通部部長毛治國，不料當記者問及是否作好最壞的準備時，毛治國脫口說出「冰櫃準備好了」，引起輿論撻伐。後來毛治國低調還原當時在救災現場的說明，是在回應立委的詢問，說明「檢察官下令要求，交通部已經準備」，針對的對象並非受難者家屬或媒體記者。[31]

## 山崩原因
- 推測為順向坡地層滑動，但本次事件並非因為連日下雨或地震所造成，確切原因仍調查中。[32]

除了地下水滲漏造成順向坡破壞，施工時灌漿不滿，造成地錨預力鋼絞線鏽蝕。 

## 其他
- 此次山崩的空中攝影實貌，被劍橋大學出版社選為2012年《Landslides: Types, Mechanisms and Modeling》一書的封面。

- 藝人陳美鳳也行经现场，所乘車輛險些撞上崩落土石。

## 外部連結
1. 國道三號3.1K走山空拍照片 （內政部空勤總隊拍攝）[]
2. 國道三號3.1K走山空拍影片 （內政部空勤總隊拍攝）[]
3. 國道三號3K+100路段走山清理進度照片 （页面存档备份，存于）
4. Nownews-北二高走山，傳3車遭埋家屬求快救人 （页面存档备份，存于）（繁體中文）
5. TVBS-國道走山，北二高山崩斷橋！封道救受困人車 （页面存档备份，存于）（繁體中文）
6. CNA-北二高斷路，高公局：史上第一次（繁體中文）
7. Nownews-北二高大走山，研判連日下雨造成土石鬆動 （页面存档备份，存于）（繁體中文）
8. 華視新聞-國道3號山崩 通車30年最嚴重意外 （页面存档备份，存于）（繁體中文）
9. 自由電子報-封路恐逾兩週 汐止暫不收費（繁體中文）
10. 國道路況即時影像[]（繁體中文）